# جان دو ديو سول
جان دو ديو سول (بالفرنسية: Jean-de-Dieu Soult)‏ (29 آذار 1769 ـ 16 تشرين الثاني 1851): عسكري وسياسي فرنسي.
المشير العام جان دو ديو سول، أول دوق لدالماسيا (29 مارس 1769 – 26 نوفمبر 1851)، جنرال فرنسي ورجل دولة، سُمي مارشال الإمبراطورية في عام 1804 وغالبًا ما كان يُدعى مارشال سولت. كان سولت واحدًا من ستة ضباط في التاريخ الفرنسي تسلموا لقب المشير العام لفرنسا. خدم أيضًا ثلاث مرات بصفة رئيس مجلس الوزراء أو رئيس وزراء فرنسا. حصل على لقب «الملك نيكولاس» بفضل مؤامراته أثناء احتلال البرتغال، وبينما كان سولت حاكم نابوليون العسكري في الأندلس، نهب أشياء فنية بقيمة 1.5 مليون فرنك. سماه أحد المؤرخين «الناهب على المستوى العالمي».

## نشأته
وُلد سولت في سينت آمان لا باستيد (تُدعى الآن سينت آمان سولت، بالقرب من كاستر في قسم تارن) وسمي على اسم جون أوف غاد. كان ابن كاتب العدل المسمى جان سولت (1726 – 1779) زوج بريجيت دو غرينير. كان جداه من طرف أبيه جان سولت (1698 – 1772) وجان دو كالفي، أما جداه من طرف أمه فكانا بيير فرانسوا دو غرونير دو لا بيير وماري دو روبير. أصبح بيير -أخوه الأصغر- جنرالًا فرنسيًا أيضًا.

## المسيرة العسكرية
تلقى سولت تعليمًا جيدًا، وأراد في الأساس أن يصبح محاميًا لكن أباه فارق الحياة عندما كان طفلًا؛ ما حتم عليه ضرورة البحث عن عمل، وفي عام 1785، تجند في المشاة الفرنسية بصفة عسكريًا.

### الحروب الثورية
ضمن التعليم العالي لجون ترقى إلى رتبة رقيب بعد خدمة ست سنوات، وفي يوليو عام 1791، أصبح مدربًا لأول كتيبة من المتطوعين في الراين الأسفل. خدم في هذه الكتيبة في عام 1792. وبحلول عام 1794، كان القائد العام (برتبة قائد فرقة). بعد معركة فلوروس في عام 1794، التي فيها ميز نفسه برباطة الجأش، رُقّي إلى رتبة قائد لواء من قبل ممثلي المهمة. وللسنوات الخمسة التالية، عمل سولت في ألمانيا عند جوردان وموريو وكليبير وليفيبفر، وفي عام 1799، رُقي فأصبح جنيرال قسم، وأمر بالمتابعة إلى سويسرا. وفي هذا الوقت، وضع أساسات شهرته العسكرية؛ إذ ميز نفسه على وجه التحديد في حملة ماسينا السويسرية العظمى وعلى وجه الخصوص في معركة لينث ريفر، وحارب في نفس اليوم الذي انتصر به ماسينا في معركة زوريخ الثانية. رافق ماسينا إلى جنوة وعمل ملازمًا رئيسًا له خلال الحصار المطول لتلك المدينة، وخلال هذا الحصار عمل مع قوة مستقلة خارج أسوار المدينة. لقد جُرح وسُجن في مونت كريتو في الثالث عشر من أبريل عام 1800.

### مارشال الإمبراطورية
أعاد انتصار مارينغو حريته، وتلقى سولت أمر الجزء الجنوبي من مملكة نابولي. في عام 1802، عُين واحدًا من أربعة جنيرالات يقودون الحرس القنصلي. على الرغم من أنه كان واحدًا من الجنيرالات الذين خدموا تحت مورو، وبالتالي كقاعدة عامة لم يعجبه نابليون بونابرت، لكن سولت كان حكيمًا وأظهر تفانيه للقوة الحاكمة. وفي النتيجة، عُين في أغسطس 1803 بصفة القائد العام لمخيم بولون، وفي مايو 1804، أصبح واحدًا من أوائل مارشالات الإمبراطورية. قاد فرقة في تقدم أولم وفي معركة أوسترليتز، قاد الهجوم الحاسم على مركز التحالف. لعب سولت دورًا في العديد من المعارك الشهيرة للجيش الكبير، وشمل الأمر معركة أوسترليتز في عام 1805، ومعركة يينا في عام 1806. على أي حال، لم يكن حاضرًا في معركة فريدلاند؛ لأنه كان يغزو كونيغسبرغ في اليوم ذاته. وبعد الانتهاء من معاهدات تيليست عاد إلى فرنسا في 1808، ومنحه نابليون لقب الدوق الأول لدالماسيا. لقد انزعج إلى حد كبير من التقدير؛ لأنه شعر أن لقبه كان يجب أن يكون دوق أوستيرليز، وهو اللقب الذي احتفظ به نابليون لنفسه. وفي العام التالي، عُين سولت في قيادة الفيلق الثاني من الجيش الذي عينه نابليون لغزو إسبانيا. وبعد فوزه في معركة غامونال، اختار الإمبراطور سولت لمتابعة الجيش البريطاني للفريق السيد جون مور. وفي معركة كورونا، التي لقي فيها مور حتفه، فشل دوق دالماسيا بمنع القوى الفرنسية من الهرب بحرًا.

### حرب شبه الجزيرة
بقي سولت منهمكًا في حرب شبه الجزيرة في إسبانيا للسنوات الأربعة التالية. في 1809، غزا البرتغال وأخذ معركة أوبورتو الأولى، لكن إستراتيجية التنافس لجنرال سيلفيرا عزلته. شغل نفسه بالتسويات السياسية لفتوحاته في المصالح الفرنسية، وكان يأمل باستفادته القصوى ليكون مرشحًا محتملًا للعرش البرتغالي، وهو الأمر الذي أثار الكراهية من جانب الضباط الجمهوريين في جيشه. كان غير قادر على الحراك، لكنه في نهاية المطاف دُفع بعيدًا عن البرتغال في المعركة الثانية في بورتو وذلك من قبل الفريق السيد آرثر ويلزلي (عُين لاحقًا دوق ويلينغتون)، وهو ما شكل تراجعًا مؤلمًا يكاد يكون كارثيًا عبر الجبال، وتتبعه بيرسفورد وسيلفيرا. وبعد معركة تالافيرا (1809)، أصبح رئيس أركان القوات الفرنسية في إسبانيا مع قوى إضافية، وفي التاسع عشر من نوفمبر 1809، انتصر بفوز عظيم في معركة أوكانا.
في عام 1810، غزا الأندلس التي تمكن من اجتياحها بسرعة. على أي حال، لم يستولِ على قادس؛ لأنه لاحقًا اتجه إلى غزو سيفيل. قال «أعطني سيفيل وسألبي أمر قادس». أدى هذا الأمر إلى حصار قادس الطويل غير المجدي، وكان الأمر كارثة إستراتيجية بالنسبة للفرنسيين. في عام 1811، اتجه شمالًا نحو إكستريمادورا وأخذ بطليوس. عندما فرض الجيش الإنجليزي البرتغالي الحصار على المدينة، اتجه نحو إنقاذها، وحارب وكاد يربح ألبويرا الشهيرة الدموية في السادس عشر من مايو. وفي عام 1812، بعد الانتصار العظيم لولينغتون في سالامانكا، أُجبر سولت على إخلاء الأندلس. وفي حملة حصار بورغو التالية، كان سولت قادرًا على دفع جيش ويلينغتون الموالي للإنجليز إلى سالامانكا. وهناك، فشل دوق سالاماسيا –وهو لقب سولت الآن- في مهاجمة اللورد ويلينغتون على الرغم من أنه تفوق عليه بالأرقام بين 80 ألف إلى 65 ألف، وعاد الجيش البريطاني إلى الحدود البرتغالية. وفي فترة قصير بعد ذلك، استُدعي مجددًا من إسبانيا بطلب من جوزيف بونابارت (الذي عينه أخوه ملك إسبانيا جوزيف الأول) الذي كان على خلاف دائم معه ومع أي مارشال آخر.

### في ألمانيا والدفاع عن جنوب فرنسا
في مارس 1813، أخذ سولت على عاتقه أمر الفيلق الرابع من الجيش الكبير وأمر مراكز لوتزين وباوتزين، لكنه سُرعان ما أُرسل مع قوى غير محددة إلى جنوب فرنسا؛ لإصلاح الضرر الذي تسببت به الهزيمة في معركة فيكتوريا. يعود الفضل إلى سولت بمقدرته على إعادة تنظيم القوى الفرنسية المحبطة. أُرجعت آخر هجماته في إسبانيا من قبل ويلينغتون في معركة جبال البرانس (سورورين) ومن قبل سبانياردز فريري في معركة سان مارسيال. كان سولت ملاحقًا في الأرض الفرنسية، لكنه تمكن من المناورة في عدة مناصب في نيفيل ونيف وأورثيز قبل أن يعاني من الهزيمة الفعلية على يد ويلينغتون في معركة تولوز. على الرغم من ذلك، ألحق إصابات حادة بولينغتون وتمكن من ردعه عن احتجاز القوى الفرنسية.

## روابط خارجية
- جان دو ديو سول على موقع الموسوعة البريطانية (الإنجليزية)
- جان دو ديو سول على موقع الموسوعة البريطانية (الإنجليزية)